# Сто дней после детства
«Сто дней по́сле де́тства» — советский художественный фильм, драма о жизни подростков в пионерском лагере. Снят режиссёром Сергеем Соловьёвым на киностудии «Мосфильм» в 1975 году.
Первая часть трилогии «Сто дней после детства» (вторая — «Спасатель», третья часть — «Наследница по прямой»).

## Сюжет
Пионервожатый Серёжа, скульптор по профессии, решил поработать с новым пластичным материалом — творчески одарёнными детьми, отдыхающими в пионерском лагере, расположенном в старинной усадьбе. Пионер Лопухин настолько влюблён в одноклассницу Ерголину, что не замечает, как сильно им самим увлеклась Соня Загремухина. Выразить эмоции и настроения им помогает участие в постановке пьесы Лермонтова «Маскарад», а само представление незаметно превращается в драму с неожиданными признаниями, обидами, вспышками ревности. Подростки так заняты своими чувствами, что не обращают внимания на педагогический подход пионервожатого Серёжи, и к концу фильма сами, без особого приглашения, готовы стать памятником первой любви.

## В ролях
- Борис Токарев — Митя Лопухин («Лопух»)
- Татьяна Друбич — Лена Ерголина
- Ирина Малышева — Соня Загремухина
- Юрий Агилин — Глеб Лунёв («Лунь»)
- Нина Меньшикова — Ксения Львовна, старшая пионервожатая
- Сергей Шакуров — Сергей Борисович (Серёжа), пионервожатый, скульптор / голос за кадром
- Арина Алейникова — доктор
- Андрей Звягин — Саша Лебедев
- Юрий Соркин — Фуриков
- Татьяна Юринова — Заликова
- Сергей Хлебников — радист
- Виктор Маркин — директор лагеря
- Вера Благовидова — Ефросинья Кузьминична, смотрительница усадьбы

## Съёмочная группа
- Сценарий — Александр Александров, Сергей Соловьёв
- Режиссёр-постановщик — Сергей Соловьёв
- Оператор-постановщик — Леонид Калашников
- Художник — Александр Борисов
- Композитор — Исаак Шварц

## Премии и награды
- 1975 — XXV МКФ в Западном Берлине: Приз «Серебряный медведь» за лучшую режиссёрскую работу
- 1975 — XVII МКФ в Авеллино: Серебряная медаль фильму для детей и юношества
- 1976 — IX ВКФ во Фрунзе: Главная премия (поровну с фильмом «Когда наступает сентябрь»), Приз за операторскую работу
- 1976 — МКФ «ФЕСТ-76» в Белграде: Главный приз за лучшую режиссёрскую работу в конкурсе фильмов для детей и юношества
- 1976 — Премия Ленинского комсомола
- 1976 — Приз ЦК ВЛКСМ «Алая гвоздика» за лучший фильм 1975 года для детей и юношества
- 1977 — Государственная премия СССР: автору сценария, режиссёру, оператору, художнику

## Оценки фильма
Фильм высоко оценивался кинокритикой. Он назывался «одним из самых представительных в кинематографе десятилетия», отмечалась его «поэтическая атмосфера». В монографии «Советское кино, 70-е годы: основные тенденции развития» указано, что «в нём нашли живое и своеобразное воплощение „вечные мотивы“ отрочества, собранные воедино и воспринятые с позиций современности: трудный возраст, первая любовь, мучительность переживаний, открытие общечеловеческих духовных ценностей».
Ещё до выхода фильма на экран в разделе «Идут съёмки» в журнале «Советский экран» появились первые оценки фильма. При анализе сценария отмечалось, что «повествование легко скользит от эпизода к эпизоду», однако высказывалось опасение, «не пытаются ли авторы спрятаться за литературными ассоциациями от острых и сложных проблем, волнующих современных ребят, стоящих на пороге отрочества».
В ежегоднике «Экран 1975—1976» критик Т. Иванова также писала, что в самой изысканности сюжета фильма, построенном на игре с мотивами классических произведений, таилась «опасность: ограничиться областью узколитературных реминисценций, удовольствоваться небезызвестным и остроумно поставленным, однако по самой своей задаче достаточно замкнутым экспериментом», но сделала вывод, что «создатели фильма сумели эту опасность преодолеть».
А. Голубев в журнале «Советский экран» привёл оценку фильма, высказанную западноберлинской прессой во время кинофестиваля в Западном Берлине: «Только у русских хватило мужества на фоне обилия постельных сцен, жестоких трагедий, убийств и извращений выступить с подлинно романтическим, чистым и добрым фильмом». Он отметил большой интерес членов жюри кинофестиваля, требовательной и избалованной публики и студенческой аудитории к фильму, несмотря «на некоторую камерность проблемы».
Чуть раньше в этом журнале публицист C. Соловейчик увидел в фильме «нарушение правды возраста». По его мнению, оно заключалось в том, что «герой, потерпев жестокое поражение в любви, произносит в финале примирительные фразы». «Философское мудрствование — стихия подростка, философская мудрость — не для него» — утверждал С. Соловейчик. Ему также не понравилось, что, начитавшись Лермонтова, Митя Лопухин хладнокровно участвует в подлоге, а затем с пафосом разоблачает его, по заранее разработанному плану выплёскивает стакан компота на своего противника.
Оценки С. Соловейчика не разделял кинокритик С. В. Кудрявцев. Он написал в 1975 году, что создатели фильма «следуют не правде возраста, а правде характера» и поэтому главный герой «оказывается способным не только на „философское мудрствование“, но и на философскую мудрость». Он отмечал, что в фильме «соседствуют психология и поэзия» и они не противопоставлены, а дополняют друг друга. «Авторы фильма „Сто дней после детства“, — писал он в своей рецензии, — с удивительной поэтичностью, даже патетичностью рассказывают о ребятах из пионерского лагеря, прощающихся в это лето со своим детством». При этом «камера Леонида Калашникова словно увидела мир их глазами».
С. В. Кудрявцев разделял другую оценку, высказанную в статье «Пробуждение души» критиком А. Липковым, что фильм — «опрокинутое в сегодняшний день воспоминание… о своём детстве, о своей самой первой любви, о том, что не забывается» и отмечал «авторскую, глубоко личную интонацию повествования».

Пробуждение души — лейтмотив картины… Повествование напоминает лирическое стихотворение… <…>  На основе ста дней Мити Лопухина интуитивно видеть всю его жизнь, словно видеть днём звезду в колодце... Фильм вызывает чувства у того, кто хочет откликнуться на чувства.
— Кудрявцев С.В. рецензия на фильм "Сто дней после детства", 1975 .
Александр Липков высоко оценивал фильм.

Фильм «Сто дней после детства» красив — красив без красивостей, эффектов на публику. Сдержанная одухотворённая красота простых кадров… необычайно важна для смысла, для нравственного итога фильма. Ведь открытие человеческой души начинается с прикосновения к красоте — красоте мира, искусства, красоте вечных, воспитанных тысячелетиями человеческой истории чувств. <…> Прекрасна и чиста интонация фильма. В ней серьёзность, грусть, непоказная доброта и огромное уважение к пробуждающейся, пробующей свои духовные силы личности.
— "Советский экран", 1975, № 15, с. 2—3 .
Кинокритик Т. О. Иенсен в своей подробной рецензии в журнале «Искусство кино» написала, что «фильм „Сто дней после детства“ мог быть просто летней историей с юношеской любовью, но авторы А. Александров и С. Соловьёв поставили себе иную задачу — их интересует чувство, движение чувства, стихия чувства».

Фильм выводит частную историю из категории частных — в предполагаемой модели, как в капле воды, отражается привычный нам мир человеческих отношений. «Сто дней после детства» не претендуют на космический размах, но можно с уверенностью сказать — это … история про то, что так или иначе было в жизни каждого человека. И хотя выбран только один её аспект — первая любовь, — духовная сопричастность героев фильма своему времени, миру большой жизни несомненна. <…> Здесь типическое скорее содержится не в образе главного героя, а в образе развития чувств.
— "Искусство кино", 1976, № 3, с. 56 .
В вышеупомянутой статье Т. Иенсен «рецензент очень интересно и достаточно подробно говорит об активном использовании автором многообразных стилистических, колористических приёмов различных живописных школ для создания в фильме условной многомерной среды, позволяющей эмоционально глубоко раскрыть перед зрителем „движение чувства, стихию чувства, сокровенную жизнь сердца“».
Кинорежиссёр и педагог И. В. Таланкин называл фильм «красиво, подчеркнуто живописно снятым» и «в изобразительном отношении стилизированным под холсты русских импрессионистов». Его коллега Н. Мащенко считал «Сто дней после детства» «картиной, поразившей трепетностью, с какой воссоздан мир подростков на экране».
Киновед и кинокритик Р. Н. Юренев отмечал, что сценарист Александров и режиссёр Соловьёв сказали о любви «открыто и откровенно и столь серьёзно и чисто, что даже самые закоснелые блюстители нравственности возражений не нашли». Но главное достоинство фильма он увидел не в этом «несомненном и чарующем достоинстве», а «в том приобщении детей к прекрасному, которое настойчиво и нестандартно проводит вожатый-скульптор
Серёжа». «Соловьёв ввёл высокое искусство и поэтическую старину в пионерский быт, — писал он в журнале „Искусство кино“, — и это было открытием». Выделялась роль в исполнении Сергея Шакурова, «проникновенно показавшего ваятеля детских душ». Отмечалось умение режиссёра находить юных исполнителей для своих картин: «Весь квартет персонажей „Ста дней после детства“ играл точно и тонко». Р. Юренев также писал, что режиссёр «проник в некоторые тайники юношеской психологии, проблематики вступления в жизнь».
В журнале «Звезда» фильм оценивался как «истинное художественное потрясение». Автор статьи Гали Ермакова написала, что «история любви Мити Лопухина (Борис Токарев) к Лене Ерголиной (Татьяна Друбич) раскрыла зрителям светлый, чистый мир души подростка, утверждала духовность молодого человека».
В ежегоднике «Экран» (1988) выделялась роль в исполнении Татьяны Друбич и отмечалась игра других юных исполнителей: «Влюблённо-жертвенная Соня Загремухина (И. Малышева), мятущийся, не знающий, что делать с внезапно обрушившимся на него чувством, Митя Лопухин (Б. Токарев), царственно-самовлюблённый Глеб Лунев (Ю. Агилин) — все они ведут свою линию», но объединяет их, по мнению критика Н. Пабауской, Лена Ерголина в исполнении Т. Друбич.
Киновед И. Н. Гращенкова в своей книге «Кино как средство эстетического воспитания» проанализировала сценарий фильма и указала, что «А. Александров уже первым своим поставленным сценарием „Сто дней после детства“ заявил свою позицию уверенно, самобытно». Она высоко оценила «поэтическое внефабульное повествование сценария».
Киновед А. И. Липков отмечал в своей книге «Мир фильмов Сергея Соловьёва», что «Сто дней после детства» «полны поэзии и одухотворённой красоты». Помимо внушительного списка наград «картина определила … дальнейшее направление творчества режиссёра, потребовала продолжения, переросла в трилогию» («Сто дней после детства», «Спасатель», «Наследница по прямой»).
Киноведы C.Н. Пензин и Ю. Н. Усов также отмечали, что «„Сто дней после детства“ обрывались на самой высокой ноте; незавершённость финала подразумевала продолжение. Оно последовало в фильме „Спасатель“».